# Metall-Halbzeug

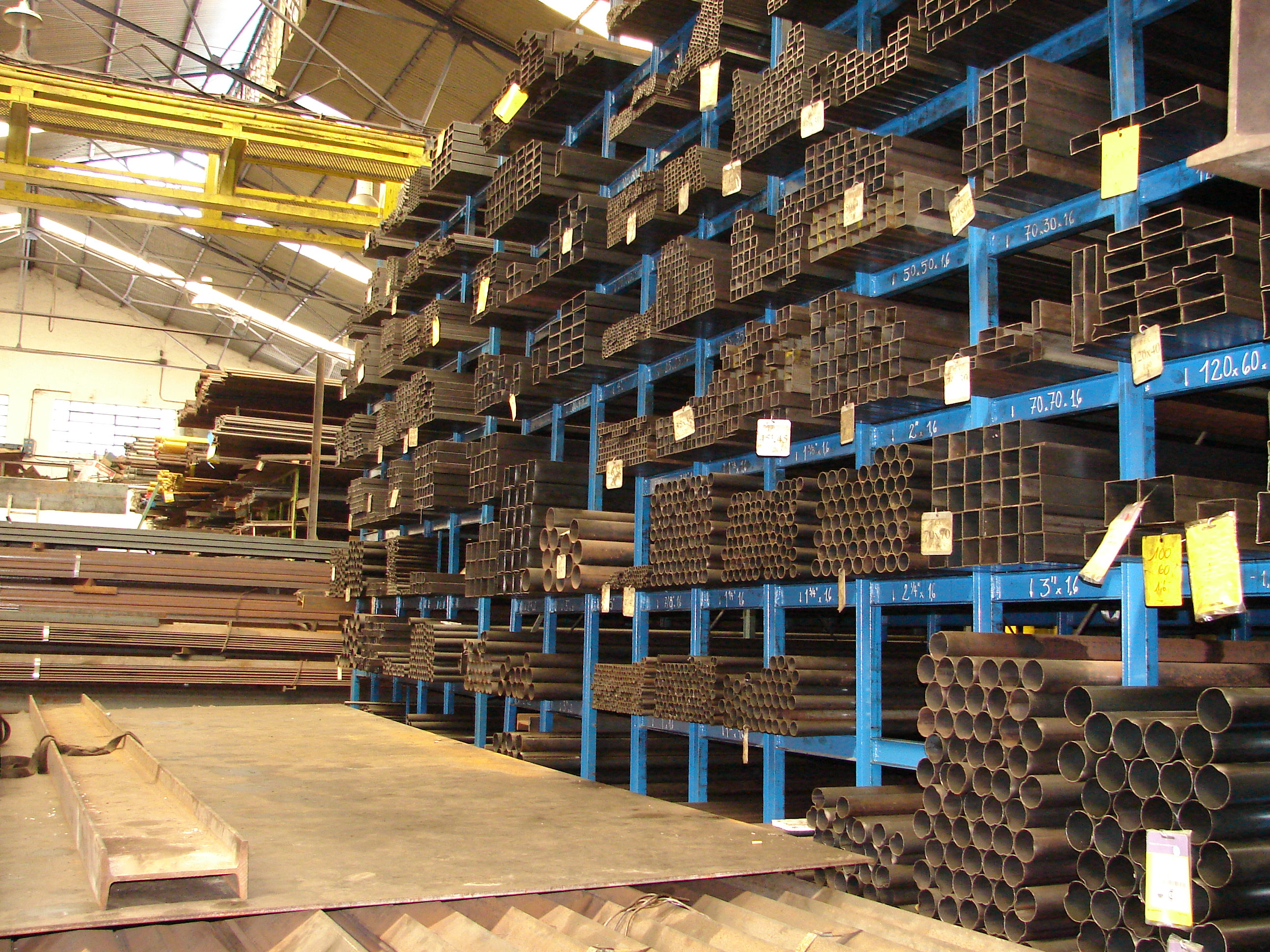
Verschiedene Rohre in einem Lager

Metall-Halbzeuge sind metallische Halbfertigprodukte. Sie sind länglich (z. B. ein Rohr) oder flach (ein Blech), beide Formen lassen sich manchmal aufrollen. Sie entstehen durch Umformen und werden durch Trennen (z. B. auch Zerspanen), Fügen, Beschichten, Stoffeigenschaft ändern oder wieder Umformen zu fertigen Werkstücken weiterverarbeitet.

## Einteilung

### Rohmaterial
- Knüppel werden im Stranggussverfahren hergestellt und sind zur Weiterverarbeitung im Walzwerk gedacht. Sie haben einen grob quadratischen oder runden Querschnitt mit abgerundeten Ecken, mit Seitenlänge bzw. Durchmesser von 50 bis 130 mm und Längen zwischen einigen Metern und 18 m.
- Brammen sind Blöcke aus gegossenem Stahl, Aluminium oder Kupfer, deren Breite und Länge ein Mehrfaches der Dicke beträgt. Sie werden heute ebenfalls im Stranggussverfahren hergestellt und dienen als Vormaterial für Bleche und Bänder.
- Barren werden meist direkt aus dem Schmelztiegel in eine kompakte Form gegossen. Sie werden in der Regel zur Weiterverarbeitung wieder eingeschmolzen. Ihre Form orientiert sich daher allein an Gewicht und Handhabbarkeit.

### Stahlerzeugnisse
Die Europäische Norm EN 10079 unterscheidet Stahlerzeugnisse im entsprechenden Abschnitt wie folgt:
- 3 Begriffe
  - 3.1 flüssiger Stahl
  - 3.2 fester Rohstahl und Halbzeug
  - 3.3 Flacherzeugnisse
  - 3.4 Langerzeugnisse
  - 3.5 andere Erzeugnisse

Eine (gekürzte) Übersicht des Normeninhaltes findet sich in:
Anhang A – Stahlerzeugnisse und zugehörige Normen
| Abschnitt | Stahlerzeugnisse                                                   | Europäische Norm | |
| 3.1       | Flüssiger Stahl                                                    | | zum Vergießen fertiger Stahl |
| 3.2.1     | Fester Rohstahl                                                    | | Blöcke, Brammen (Breite mindestens doppelt so groß wie die Dicke) |
| 3.2.2.1   | Quadratisches Halbzeug                                             | | Seitenlänge ≥ 50 mm; Vorblock (Seitenlänge mehr als 200 mm), Knüppel |
| 3.2.2.2   | Rechteckiges Halbzeug                                              | | Querschnittsfläche ≥ 2500 mm2 und Breite zu Dicke < 2; Vorblock (Querschnittsfläche ≥ 40.000 mm2), Knüppel |
| 3.2.2.3   | Flaches Halbzeug                                                   | | Bramme (Dicke ≥ 50 mm und Breite zu Dicke ≥ 2) |
| 3.2.2.4   | Rundes Halbzeug                                                    | | |
| 3.2.2.5   | Vorprofiliiertes Halbzeug                                          | | |
| 3.3.2.1   | Warmgewalzte Flacherzeugnisse ohne Oberflächenveredelung           | | |
| 3.3.2.1.1 | Breitflachstahl                                                    | - EURONORM 91 | 150 mm ≤ Breite ≤ 1250 mm, Dicke > 4 mm - Feinblech < 3 mm - Grobblech ≥ 3 mm |
| 3.3.2.1.2 | Blech                                                              | - EN 10029 | Mindestbreite 600 mm |
| 3.3.2.1.3 | Warmgewalztes Band                                                 | - EN 10051:1991+A1:1997 - EN 10048 | - Warmbreitband: Breite ≥ 600 mm - längsgeteiltes Warmbreitband: Walzbreite ≥ 600 mm, vor Lieferung längsgeteilt zu Breiten < 600 mm - warmgewalzter Bandstahl: Walzbreite < 600 mm |
| 3.3.2.2   | Kaltgewalzte Flacherzeugnisse ohne Oberflächenveredelung           | - EN 10131 | |
| 3.3.2.2.1 | Blech                                                              | | Mindestbreite 600 mm |
| 3.3.2.2.2 | Band, Kaltband                                                     | - EN 10131 - EN 10140 | - Kaltbreitband: Breite ≥ 600 mm - längsgeteiltes Kaltbreitband: Walzbreite ≥ 600 mm, vor Lieferung längsgeteilt zu Breiten < 600 mm - Kaltband: Walzbreite < 600 mm |
| 3.3.3.1   | Nichtkornorientiertes Elektroblech und -band                       | - EN 10106 - EN 10265 - EN 10303 - EN 10341 | |
| 3.3.3.2   | Kornorientiertes Elektroblech                                      | - EN 10107 - EN 10303 | |
| 3.3.4     | Verpackungsblech und -band                                         | | |
| 3.3.4.1   | Feinstblech                                                        | - EN 10205 | einfach kaltgewalzt 0,17 mm ≤ Dicke ≤ 0,49 mm, doppeltreduziert 0,14 mm ≤ Dicke ≤ 0,29 mm |
| 3.3.4.2   | Weißblech                                                          | - EN 10202 | einfach kaltgewalzt 0,17 mm ≤ Dicke ≤ 0,49 mm, doppeltreduziert 0,14 mm ≤ Dicke ≤ 0,29 mm |
| 3.3.4.3   | Verzinntes Blech und Band                                          | | Dicke ≥ 0,50 mm |
| 3.3.4.4   | Spezialverchromtes Blech und Band (ECCS)                           | - EN 10202 | einfach kaltgewalzt 0,17 mm ≤ Dicke ≤ 0,49 mm, doppeltreduziert 0,14 mm ≤ Dicke ≤ 0,29 mm |
| 3.3.5     | Warm- oder kaltgewalzte Flacherzeugnisse mit Oberflächenveredelung | | |
| 3.3.5.1.1 | Blech und Band mit Überzügen aus einem Schmelzbad                  | - EN 10143 | |
| 3.3.5.1.2 | Blech und Band mit elektrolytischen Überzügen                      | - EN 10131 | |
| 3.3.5.2   | Blech und Band mit organischer Beschichtung                        | - EN 10169-1 | |
| 3.3.5.3   | Blech und Band mit verschiedenen anorganischen Beschichtungen      | | |
| 3.3.6     | Profiliertes Blech                                                 | | |
| 3.3.7     | Zusammengesetzte Erzeugnisse                                       | | Sandwichbleche, Sandwichelemente |
| 3.4       | Langerzeugnisse                                                    | | |
| 3.4.2     | Walzdraht                                                          | - EN 10017 - EN 10108 | warmgewalzt mit Nennmaß von im Allgemeinen ≥ 5 mm, regellos zu Ringen aufgehaspelt |
| 3.4.3     | Draht                                                              | - EN 10218-2 | durch Kaltziehen oder Kaltwalzen |
| 3.4.4.1   | Warmgewalzte Stähle                                                | | |
| 3.4.4.1.1 | Rundstäbe                                                          | - EN 10060 | Durchmesser im Allgemeinen ≥ 8 mm |
| 3.4.4.1.2 | Vierkantstäbe, Sechskantstäbe, Achtkantstäbe                       | - EN 10059 - EN 10061 | im Allgemeinen Seitenlänge bei Vierkantstäben ≥ 8 mm und Schlüsselweite bei Sechskantstäben ≥ 13 mm |
| 3.4.4.1.3 | Flachstäbe                                                         | - EN 10058 - EN 10092-1 - EN 10092-2 | im Allgemeinen Dicke ≥ 5 mm und Breite ≤ 150 mm |
| 3.4.4.1.4 | Spezialstäbe                                                       | | |
| 3.4.4.2   | Geschmiedete Stähle                                                | | |
| 3.4.4.3   | Hohlbohrstähle                                                     | | größte Querschnittsabmessung über 15 mm, aber nicht mehr als 52 mm |
| 3.4.5     | Blankstahl                                                         | - EN 10278 | |
| 3.4.5.1   | Gezogene Erzeugnisse                                               | - EN 10278 | |
| 3.4.5.2   | Geschälte Erzeugnisse                                              | - EN 10278 | |
| 3.4.5.3   | Geschliffene Erzeugnisse                                           | - EN 10278 | |
| 3.4.6     | Gerippter und profilierter Beton- oder Spannstahl                  | - EN 10218-2 | |
| 3.4.6.1   | Walzdraht                                                          | | warmgewalzt mit Nennmaß von im Allgemeinen ≥ 5 mm, regellos zu Ringen aufgehaspelt |
| 3.4.6.2   | Draht                                                              | - EN 10080 - prEN 10138-2 - EN 10218-2 | durch Kaltziehen oder Kaltwalzen |
| 3.4.6.3   | Stäbe                                                              | - EN 10080 - prEN 10138-4 | |
| 3.4.7.1   | Gleisoberbauerzeugnisse                                            | | Schienen, Schwellen, Stromschienen, Weichen- und Kreuzungsschienen, Führungsschienen, Bremsschienen, Laschen, Klemmplatten, Unterlagen; Kranschienen, Rillenschienen |
| 3.4.7.2   | Spundwanderzeugnisse                                               | | |
| 3.4.7.2.1 | Spundbohlen                                                        | - EN 10248-2 - EN 10249-2 | - U- und Z-Bohlen - Flachprofile - Konstruktionsbohlen - Kastenpfahl; hergestellt aus U- oder Z-Bohlen oder Stahlblechen - zusammengesetzte Wände - Kastenwand aus H-Profilen - H-Profile mit eingefügter Z-Bohle - Verbindung von Rohrpfählen - Rohrpfähle mit eingefügten Bohlen - kombinierte Wände unter Verwendung von Kastenpfählen - kaltgeformte Spundbohlen - Ω-(Omega) und Z-Bohlen - Kanaldielen - Eckprofile |
| 3.4.7.2.2 | Zusammengesetzter Kastenpfahl                                      | | |
| 3.4.7.2.3 | Rohrpfahl                                                          | - EN 10210-2 - EN 10219-2 | |
| 3.4.7.3   | Grubenausbauprofile                                                | | |
| 3.4.7.4.1 | I-Profile (mit schmalen oder mittelbreiten Flanschen)              | - EN 10024 - EN 10034 - EURONORM 19 | Flanschbreite ≤ dem 0,66-fachen der Nennhöhe und < 300 mm |
| 3.4.7.4.2 | H-Profile (mit breiten Flanschen)                                  | - EN 10034 - EURONORM 53 | Flanschbreite ≤ dem 0,66-fachen der Nennhöhe und > 300 mm |
| 3.4.7.4.3 | U-Profile                                                          | - EN 10279 | |
| 3.4.7.4.4 | Fundamentprofile                                                   | - EN 10034 | Stege und Flansche weisen dieselbe Dicke auf |
| 3.4.7.4.5 | Große Sonderprofile                                                | | |
| 3.4.7.5.1 | Kleine U-, I- und H-Profile                                        | - EURONOM 54 | Steghöhe < 80 mm |
| 3.4.7.5.2 | Winkelprofile                                                      | - EN 10056-1 | |
| 3.4.7.5.3 | Gleichschenklige T-Profile                                         | - EN 10055 | |
| 3.4.7.5.4 | Wulstflachprofile                                                  | - EN 10067 | |
| 3.4.7.5.5 | Sonderprofile                                                      | | |
| 3.4.8     | Geschweißte Profile                                                | | |
| 3.4.9     | Kaltprofile                                                        | - EN 10162 | |
| 3.4.10.1  | Rohre                                                              | - EN 10220 - EN ISO 1127 | |
| 3.4.10.2  | Nahtlose Rohre                                                     | - EN 39 - EN 10208-1 - EN 10208-2 - EN 10216-1 bis -5 - EN 10224 - EN 10255 - EN 10297-1 - EN 10297-2 - EN 10305-1 - EN 10305-4                                      | |
| 3.4.10.3  | Geschweißte Rohre                                                  | - EN 39 - EN 10208-1 - EN 10208-2 - EN 10217-1 bis -7 - EN 10224 - EN 10255 - EN 10296-1 - EN 10296-2 - EN 10305-2 - EN 10305-3 - EN 10305-5 - EN 10305-6 - EN 10312 | |
| 3.4.10.4  | Hohlprofile                                                        | - EN 10210-2 - EN 10219-2 | |
| 3.4.10.5  | Drehteilrohre                                                      | - EN 10294-1 | |
| 3.5.1     | Freiformschmiedestücke                                             | - EN 10250-1 - EN 10222-1 | |
| 3.5.2     | Gesenkschmiedestücke                                               | | Presse (= Pressling), Hammer (= Schmiedestück) |
| 3.5.3     | Gussstücke                                                         | | |
| 3.5.4     | Pulvermetallurgische Erzeugnisse                                   | | |

Eine mehrsprachige Gegenüberstellung der Fachbegriffe wird dargestellt in:
Anhang C – Dreisprachiges Fachwortverzeichnis
| Deutsch                                                             | Englisch                                                         | Französisch                                                      | Abschnitt                     |
| ------------------------------------------------------------------- | ---------------------------------------------------------------- | ---------------------------------------------------------------- | ----------------------------- |
| Achtkantstab                                                        | octagon                                                          | octgone                                                          | 3.4.4.1.2                     |
| aluminiertes Blech und Band                                         | aluminium / aluminium silicon alloy coated sheet and strip       | tôle et bande aluminée                                           | 3.3.5.1.1 c)                  |
| Band                                                                | strip                                                            | bande                                                            | 3.3.2.1.3 / 3.3.2.2.2         |
| Bandblech                                                           | hot rolled sheet or plate cut from wide strip                    | tôle à chaud issues de larges bandes                             | 3.3.2.1.2 b)                  |
| Bandstahl                                                           | hot rolled narrow strip                                          | feuillard à chaud                                                | 3.3.2.1.3 c)                  |
| Bandstahl in Stäben                                                 | hot rolled narrow strip in cut lengths                           | feuillard à chaud coupe à longueur                               | 3.3.2.1.3 c)                  |
| Betonstahl                                                          | reinforcing bar                                                  | acier à béton                                                    | 3.4.6                         |
| Blankstahl                                                          | bright product                                                   | produit "blanc"                                                  | 3.4.5                         |
| Blech                                                               | plate and sheet                                                  | feuille / tôle                                                   | 3.3.2.2.1 / 3.3.2.1.2         |
| Blech und Band mit anorganischer Beschichtung                       | sheet and strip with inorganic coating                           | tôle et bande à revêtement non organique                         | 3.3.5.3                       |
| Blech und Band mit metallischem Überzug                             | sheet and strip with metal coating                               | tôle et bande à revêtement métallique                            | 3.3.5.1                       |
| Blech und Band mit organischer Beschichtung                         | sheet and strip with organic coating                             | tôle et bande à revêtement organique                             | 3.3.5.2                       |
| Blech und Band mit Überzügen aus einer Aluminium-Zink-Legierung     | aluminium-zinc coated sheet and strip                            | tôle et bande revêtue d'un alliage d'aluminium-zinc              | 3.3.5.1.1 d)                  |
| Blech und Band mit Überzügen aus einer Zink-Nickel-Legierung        | zinc-nickel coated sheet and strip                               | tôle et bande revêtue d'un alliage de zinc-nickel                | 3.3.5.1.2.3                   |
| Block, fester Rohstahl                                              | ingot                                                            | lingot                                                           | 3.2.1                         |
| Blockguss                                                           | ingot casting                                                    | coulée en lingotière                                             | 3.2.1                         |
| Bramme                                                              | slab ingot                                                       | lingot dit plat                                                  | 3.2.1                         |
| Breitflachstahl                                                     | wide flat                                                        | large plat                                                       | 3.3.2.1.1                     |
| Bremsschiene                                                        | brake rail                                                       | rail frein                                                       | 3.4.7.1.1.2 f)                |
| Draht (gezogen)                                                     | wire                                                             | fil                                                              | 3.4.3                         |
| Drehteilrohr                                                        | hollow bar                                                       | barre creuse                                                     | 3.4.10.5                      |
| Dreieckstab                                                         | triangle bar                                                     | barre triangle                                                   | 3.4.4.1.4                     |
| Elektroblech und -band                                              | electrical steel                                                 | acier magnétique                                                 | 3.3.3                         |
| elektrolytisch verzinktes Blech und Band                            | electrolytically zinc-coated sheet and strip                     | tôle électrozinguée                                              | 3.3.5.1.2.2                   |
| emailliertes Blech                                                  | vitreous enamelled product                                       | tôle émaillée                                                    | 3.3.5.3                       |
| Federstahl, gerippt                                                 | bar for grooved springs                                          | barre pour plats rainurés                                        | 3.4.4.1.4                     |
| Feinblech, Blech                                                    | sheet                                                            | feuille / tôle                                                   | 3.3.2.1.2 / 3.3.2.2.1         |
| Feinstblech                                                         | blackplate                                                       | fer noir                                                         | 3.3.4.1                       |
| Flacherzeugnis                                                      | flat product                                                     | produit plat                                                     | 3.3                           |
| Flacherzeugnis mit Oberflächenveredelung                            | coated flat product                                              | produit plat revêtu                                              | 3.3.5                         |
| Flacherzeugnis ohne Oberflächenveredelung                           | uncoated flat product                                            | produit plat non revêtu                                          | 3.3.2                         |
| flaches Halbzeug                                                    | flat semi finished product                                       | demi-produit plat                                                | 3.2.2.3                       |
| Flachprofile                                                        | flat sheet piling                                                | palplanche plat                                                  | 3.4.7.2.1 b)                  |
| Flachstab                                                           | flat                                                             | plat                                                             | 3.4.4.1.3                     |
| flüssiger Stahl                                                     | liquid steel                                                     | acier liquide                                                    | 3.1                           |
| flüssiger Stahl für Block- oder Strangguss                          | liquid steel for ingot casting or continuous casting             | acier liquide pour coulée en lingotière ou coulée continue       | 3.1                           |
| flüssiger Stahl für Stahlguss                                       | liquid steel for castings                                        | acier liquide pour pièces moulées                                | 3.1                           |
| Freiformschmiedestück                                               | forged product (open die)                                        | produit forge (à frappe libre)                                   | 3.5.1                         |
| Freiformschmiedestück                                               | open die forging                                                 | pièce forgée (à frappe libre)                                    | 3.5.1                         |
| Führungsschiene                                                     | guide rail                                                       | rail guide                                                       | 3.4.7.1.1.2 e)                |
| Fundamentprofil                                                     | bearing piling                                                   | pieu métallique                                                  | 3.4.7.4.4 / 3.4.7.2.2         |
| geripptes Blech                                                     | ribbed sheet                                                     | tôle nervurée                                                    | 3.3.6 b)                      |
| gerippter und profilierter Beton- oder Spannstahl                   | deformed products for reinforcement and prestressing of concrete | produit crénelé ou nervure                                       | 3.4.6                         |
| geschälter Blankstahl                                               | turned product                                                   | produit écrouté galeté                                           | 3.4.5.2                       |
| geschliffener Blankstahl                                            | ground product                                                   | produit rectifé                                                  | 3.4.5.3                       |
| geschmiedeter Stab                                                  | forged bar                                                       | barre forgée                                                     | 3.4.4.2                       |
| geschweißtes Profil                                                 | welded section                                                   | profilé soudé                                                    | 3.4.8                         |
| geschweißtes Rohr                                                   | welded tube                                                      | tube soudé                                                       | 3.4.10.3                      |
| Gesenkschmiedestück                                                 | stamping                                                         | pièce estampée                                                   | 3.5.2                         |
| Gesenkschmiedestück                                                 | stamping (closed die)                                            | produit estampé                                                  | 3.5.2                         |
| Gesenkschmiedestück Pressling                                       | closed die forging                                               | pièce matricée                                                   | 3.5.2                         |
| gewalzter Stab                                                      | rolled bar                                                       | barre laminée                                                    | 3.4.4.1                       |
| gezogener Blankstahl                                                | drawn product                                                    | produit étiré                                                    | 3.4.5.1                       |
| gleichschenkliges T-Profil                                          | T with equal flanges                                             | té à ailes égales                                                | 3.4.7.5.3                     |
| Gleisoberbauerzeugnis                                               | railway track products                                           | matériel de voies ferrées                                        | 3.4.7.1.1                     |
| Grobblech                                                           | heavy plate                                                      | tôle forte                                                       | 3.3.2.1.2                     |
| große Profile                                                       | heavy section                                                    | profilé dit poutrelle                                            | 3.4.7.4                       |
| große Sonderprofile                                                 | special heavy section                                            | poutrelle spéciale                                               | 3.4.7.4.5                     |
| Grubenausbauprofil                                                  | mining frame section                                             | profilé pour soutènement de mines                                | 3.4.7.3                       |
| Gussstück                                                           | casting                                                          | pièce moulée                                                     | 3.5.3                         |
| Halbrundstab                                                        | semi round bar                                                   | barre demi-rond                                                  | 3.4.4.1.4                     |
| Halbzeug                                                            | semi finished product                                            | demi--produit                                                    | 3.2.2                         |
| Hohlbohrstab                                                        | hollow mining drill bar                                          | barre creuse pour fleuret                                        | 3.4.4.3                       |
| Hohlprofil                                                          | hollow section                                                   | profil creux                                                     | 3.4.10.4                      |
| H-Profil (Breitflanschträger einschl. Stützenprofil)                | broad or very broad flange (H) heavy sections and columns        | poutrelle à ailes larges ou très larges (poutrelle H et colonne) | 3.4.7.4.2                     |
| I-Profil mit schmalen oder mittelbreiten Flanschen                  | narrow and medium flange heavy (I) section                       | poutrelle à ailes étroites et moyennes (poutrelle I)             | 3.4.7.4.1                     |
| I- und H-Profile                                                    | I and H heavy sections                                           | poutrelles I et H                                                | 3.4.7.4.1 / 3.4.7.4.2         |
| I-, H- oder U-Profile mit ungleichen oder unsymmetrischen Flanschen | I, H and U heavy sections having unequal or asymmetric flanges   | poutrelles I, H et U à ailes inégales ou dissymmétriques         | 3.4.7.4.5                     |
| Kaltband                                                            | cold rolled narrow strip                                         | feuillard à froid                                                | 3.3.2.2.2 c)                  |
| Kaltband in Stäben                                                  | cold rolled strip in cut lengths                                 | feuillard coupé à longuer                                        | 3.3.2.2.2                     |
| Kaltband, kaltgewalztes Band                                        | cold rolled strip                                                | bande à froid                                                    | 3.3.2.2.2                     |
| Kaltbreitband                                                       | cold rolled wide strip                                           | large bande à froid                                              | 3.3.2.2.2 a)                  |
| kaltgeformte Spundbohlen                                            | cold formed sheet piling                                         | palplanche formé à froid                                         | 3.4.7.2.1 f)                  |
| kaltgewalztes Blech                                                 | cold rolled plate or sheet                                       | tôle laminée à froid                                             | 3.3.2.2.1                     |
| kaltgewalztes Flacherzeugnis                                        | cold rolled flat product                                         | produit plat laminée à froid                                     | 3.3.2.2                       |
| Kaltprofil                                                          | cold formed product                                              | produit formé à froid                                            | 3.4.9                         |
| Kanaldiele                                                          | trench sheeting                                                  | palplanche légère de blindage                                    | 3.4.7.2.1 f)                  |
| Kastenpfahl                                                         | boxed piles                                                      | pieu caisson                                                     | 3.4.7.2.2                     |
| Kastenwand aus H-Profilen                                           | interlocking H sheet piling                                      | palplanche H                                                     | 3.4.7.2.1 e)                  |
| kleines I- und H-Profil                                             | small I and H sections                                           | petit profilé I et H                                             | 3.4.7.5.1                     |
| kleines U-Profil                                                    | small U section (small channel)                                  | petit profilé U                                                  | 3.4.7.5.1                     |
| Klemmplatte                                                         | sole plate                                                       | plaque d'appul                                                   | 3.4.7.1.1.2 h)                |
| Konstruktionsbohle                                                  | fabricated sheet piling                                          | palplanche de raccord                                            | 3.4.7.2.1 c)                  |
| kornorientiertes Elektroblech und -band                             | grain oriented electrical steel                                  | acier magnétique à grains orientés                               | 3.3.3.2                       |
| kornorientiertes Elektroblech und -band                             | grain oriented flat product                                      | tôle à grains orientés                                           | 3.3.3.2                       |
| Kranschiene                                                         | crane rail                                                       | rail pour appareil de levage                                     | 3.4.7.1.2 a)                  |
| Langerzeugnis                                                       | long product                                                     | produit long                                                     | 3.4                           |
| längsgeteiltes Kaltbreitband                                        | slit cold rolled wide strip                                      | large bande à froid refendue                                     | 3.3.2.2.2 b)                  |
| längsgeteiltes Warmbreitband                                        | slit hot rolled wide strip                                       | large bande à chaud refendue                                     | 3.3.2.1.3 b)                  |
| Lasche                                                              | fish-plate                                                       | éclisse                                                          | 3.4.7.1.1.2 g)                |
| leichtes Profil, abgeleitet                                         | thin section                                                     | profil mince or allégé                                           | 3.4.7.4 Anmerkung 2 b)        |
| Mutterprofil                                                        | parent section                                                   | profil mère                                                      | 3.4.7.4 Anmerkung 2 a)        |
| nahtloses Rohr                                                      | seamless tube                                                    | tube sans soudure                                                | 3.4.10.2                      |
| nicht kornorientiertes Elektroblech und -band                       | non oriented grain electrical steel                              | acier magnétique à grains non orientés                           | 3.3.3.1                       |
| parallelflanschiges I- und H-Profil                                 | parallel flanged section                                         | profilé à "ailes parallèle"                                      | 3.4.7.4 d)                    |
| plattiertes Blech und Band                                          | clad sheet and strip                                             | tôle et bande plaquée                                            | 3.3.7 a)                      |
| Profil für Raupenketten                                             | track shoe section                                               | profil pour semelles due chenille                                | 3.4.7.5.5                     |
| profiliertes Blech                                                  | profiled sheet                                                   | tôle profilée                                                    | 3.3.6                         |
| quadratisches Halbzeug                                              | semi-finished product of square cross-section                    | demi-produit de section carrée                                   | 3.2.2.1                       |
| Quartoblech                                                         | quarto plate                                                     | tôle quarto                                                      | 3.3.2.1.2 Anmerkung 2         |
| rechteckiges Halbzeug                                               | semi-finished product of rectangular cross-section               | demi-produit de section rectangulaire                            | 3.2.2.2                       |
| Rillenschiene                                                       | grooved rail                                                     | rail à ornières                                                  | 3.4.7.1.2 b)                  |
| Rohr                                                                | tube                                                             | tube                                                             | 3.4.10.1                      |
| Rohrpfahl                                                           | tubular fabricated bearing pile                                  | pieu métallique tubulaire                                        | 3.4.7.2.3                     |
| Rolle                                                               | coil                                                             | bobine (bande)                                                   | 3.3.2.1.3 / 3.3.2.2.2         |
| rundes Halbzeug                                                     | round semi finished products                                     | demi-produits ronds                                              | 3.2.2.4                       |
| Rundstab                                                            | round                                                            | rond                                                             | 3.4.4.1.1                     |
| Sandwichblech                                                       | sandwich sheet                                                   | tôle sandwich                                                    | 3.3.7 b)                      |
| Sandwichelement                                                     | sandwich panel                                                   | panneau sandwich                                                 | 3.3.7 c)                      |
| scharfkantige L-, U- und T-Profile                                  | square edged L, U and T sections                                 | profils L, U, T à angles vifs                                    | 3.4.7.5.5                     |
| Scherenstab                                                         | bevel bar                                                        | barre biseau                                                     | 3.4.4.1.4                     |
| Schiene                                                             | rail                                                             | rail                                                             | 3.7.7.1                       |
| schmelztauchverzinktes Blech und Band                               | hot dipped zinc coated sheet, plate and strip                    | tôle galvanisée                                                  | 3.3.5.5.1 b)                  |
| Schwelle                                                            | sleeper                                                          | traverse                                                         | 3.4.7.1.1.1 b) 3.4.7.1.1.2 b) |
| schweres Profil, abgeleitet                                         | thick section                                                    | profil renforcée                                                 | 3.4.7.4 Anmerkung 2 c)        |
| Sechskantstab                                                       | hexagon                                                          | hexagone                                                         | 3.4.4.1.2                     |
| Sinterformteil                                                      | sintered steel component                                         | pièce frittée                                                    | 3.5.4.2                       |
| Sinterpressteil                                                     | full density product                                             | pièce pleine densité                                             | 3.5.4.3                       |
| Sonderprofile                                                       | special section                                                  | profilé special                                                  | 3.4.7.5.5                     |
| Spannbetonstahl                                                     | prestressing of concrete steel                                   | acier pour béton précontraint                                    | 3.4.6                         |
| Spezialstab                                                         | special bar                                                      | barre spéciale                                                   | 3.4.4.1.4                     |
| spezialverchromtes Blech und Band (ECCS)                            | electrolytic chromium / chromium oxide coated steel (ECCS)       | fer chromé (dit ECCS)                                            | 3.3.4.4                       |
| Spundbohle                                                          | sheet piling                                                     | palplanche                                                       | 3.4.7.2.1                     |
| Stab                                                                | bar                                                              | barre                                                            | 3.4.4                         |
| Stahlpulver                                                         | steel powder                                                     | poudre d'acier                                                   | 3.5.4.1                       |
| Strangguss                                                          | continuous casting                                               | coulée continue                                                  | 3.2.2                         |
| Stromschiene                                                        | conductor rail                                                   | rail conducteur de courant                                       | 3.4.7.1.1.2 c)                |
| Stützenprofil                                                       | column                                                           | colonne                                                          | 3.4.7.4.2                     |
| Ternblech und Ternband                                              | lead-tin alloy coated sheet and strip                            | tôle et bande plombée                                            | 3.3.51.1 a) 3.3.5.1.2.1       |
| Ternblech                                                           | terne plate                                                      | fer terne                                                        | 3.3.5.1.1 a)                  |
| T-Profil mit ungleichen Flanschen                                   | T with unequal flanges                                           | profil T à ailes inégales                                        | 3.4.7.5.5                     |
| Trapezstab                                                          | trapezoidal bar                                                  | barre trapèze                                                    | 3.4.4.1.4                     |
| Unterlage                                                           | base plate                                                       | selle                                                            | 3.4.7.1.1.2 h)                |
| U-Profil                                                            | U heavy section (channel)                                        | poutrelle U                                                      | 3.4.7.4.3                     |
| U-, Z- und Ω-Bohlen                                                 | U,Z and Ω piling                                                 | palplanche U, Z et Ω                                             | 3.4.7.2.1                     |
| verzinktes Blech und Band                                           | zinc coated sheet and strip                                      | tôle et bande revêtue de zinc                                    | 3.3.5.1.1 b)                  |
| verzinntes Blech und Band                                           | tinned sheet and strip                                           | tôle et bande étamée                                             | 3.3.4.3                       |
| Vierkantstab                                                        | square                                                           | carré                                                            | 3.4.4.1.2                     |
| vorprofiliertes Halbzeug                                            | blank for section                                                | ébauche pour profilés                                            | 3.2.2.5                       |
| Walzdraht                                                           | rod                                                              | fil machine                                                      | 3.4.2                         |
| Warmbreitband                                                       | hot rolled wide strip                                            | large bande à chaud                                              | 3.3.2.1.3 a)                  |
| warmgeformter Stab                                                  | hot finished bar                                                 | barre obtenue à chaud                                            | 3.4.4                         |
| warmgewalztes Band                                                  | hot rolled strip                                                 | bande à chaud                                                    | 3.3.2.1.3                     |
| warmgewalztes Blech                                                 | hot rolled sheet and plate                                       | tôle / feuille laminée à chaud                                   | 3.3.2.1.2                     |
| warmgewalztes Flacherzeugnis                                        | hot rolled flat product                                          | produit plat laminée à chaud                                     | 3.3                           |
| warmgewalztes Langerzeugnis                                         | hot rolled long product                                          | produit long laminée à chaud                                     | 3.4.2 / 3.4.4 / …             |
| warmgewalztes Profil                                                | hot formed section                                               | profil laminé à chaud                                            | 3.4.7                         |
| Weichenschiene, Kreuzungsschiene                                    | switch / crossing rail                                           | rail pour aiguille                                               | 3.4.7.1.1.2 d)                |
| Weißblech                                                           | tinplate                                                         | fer blanc                                                        | 3.3.4.2                       |
| Weißblech                                                           | corrugated sheet                                                 | tôle ondulée                                                     | 3.3.6 a)                      |
| Winkelprofil                                                        | angle                                                            | cornière                                                         | 3.4.7.5.2                     |
| Wulstflachprofil                                                    | bulb flat                                                        | plat à boudin                                                    | 3.4.7.5.4                     |
| Z-Profil                                                            | Z section                                                        | profil Z                                                         | 3.4.7.5.5                     |
| zusammengesetzter Kastenpfahl                                       | fabricated bearing piling                                        | pieu métallique fabriqué                                         | 3.4.7.2.2                     |
| zusammengesetztes Erzeugnis                                         | composite product                                                | produit composite                                                | 3.3.7                         |

- Flachprodukte oder Flacherzeugnisse aus Stahl weisen einen etwa rechteckigen Querschnitt auf, dessen Breite viel größer als dessen Höhe ist. Dazu gehören:
  - Bleche (Fein-, Mittel- und Grobbleche)
  - Breitflachstähle
  - Bänder
  - Kassetten- und Trapezbleche.

- Langprodukte oder -erzeugnisse werden durch Walzen, Ziehen oder Schmieden mit gleichbleibendem Querschnitt hergestellt, und ihre Länge ist sehr viel größer ist als die Dicke und Breite. Dazu gehören:
  - Drähte, in Bunden aufgewickelt; bis 5,5 mm Durchmesser gezogen, darüber durch Walzen hergestellt
  - Stahlträger oder Formstahl haben einen definierten Querschnitt und werden als Stange versandt
  - Stabeisen
  - Blankstahl
  - Bewehrungs- und Spannstahl, auch gerippt und mit vorwiegend rundem Querschnitt
  - Schienen sind eine spezielle Art des Formstahls; sie werden in Längen bis 120 m hergestellt
  - Spundwände sind speziell geformte Langprodukte, die im Tiefbau eingesetzt werden
  - gewalzte, gezogene oder geschweißte Rohre und Hohlprofile
  - Ringe, Radreifen oder Scheiben.

## Formen
Metall-Halbzeuge gibt es in vielen verschiedenen Formen. Sie können sehr universell sein, dann sind sie meistens auch genormt, oder sehr genau an einen Einsatzzweck angepasst. Stahl kann prinzipiell warm- oder kaltgeformt sein. Warmgefertigte Stahlteile neigen weniger zu Rissbildungen an den Kanten bzw. die Kanten können eckiger ausgeführt werden.
Die folgenden Metall-Halbzeug-Bezeichnungen werden nicht immer einheitlich verwendet, daneben gibt es noch firmeneigene Produktbezeichnungen. Die gebräuchlichsten Formen, beginnend mit den genormten Typen, sind:

### Stangen bzw. Stabstahl

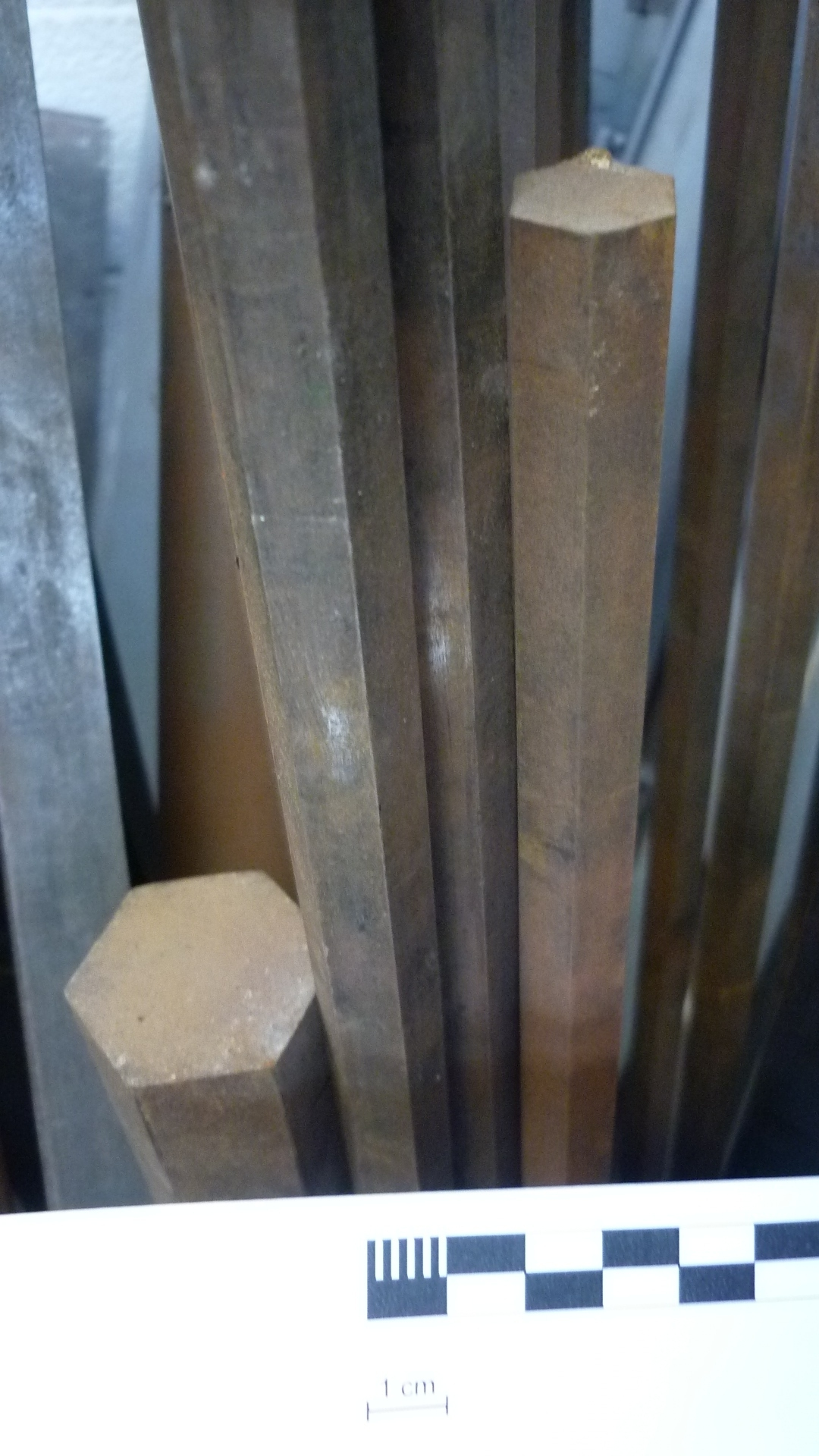
Stabstahl

Stabstahl und Stangenmaterial aus Stahl oder Nichteisenmetallen ist ein stabförmiges Bauteil aus Vollmaterial mit über die ganze Länge gleichbleibendem Querschnitt. Er hat einen geometrisch einfachen Querschnitt wie Kreis, Rechteck, Sechseck u. ä. Stabstahl als einfachste Form eines Metall-Halbzeugs gibt es in allen gängigen Metallsorten. Gewöhnlich auf Rollen geliefertes Material bis höchstens 20 mm Durchmesser wird auch als Draht bezeichnet.
Beispiele:
- Rundstab aus Automatendrehstahl, h9
- Messing-Vierkantstange
- Flachstahl
- stabförmige Bewehrungseisen

### Formstahl und Träger

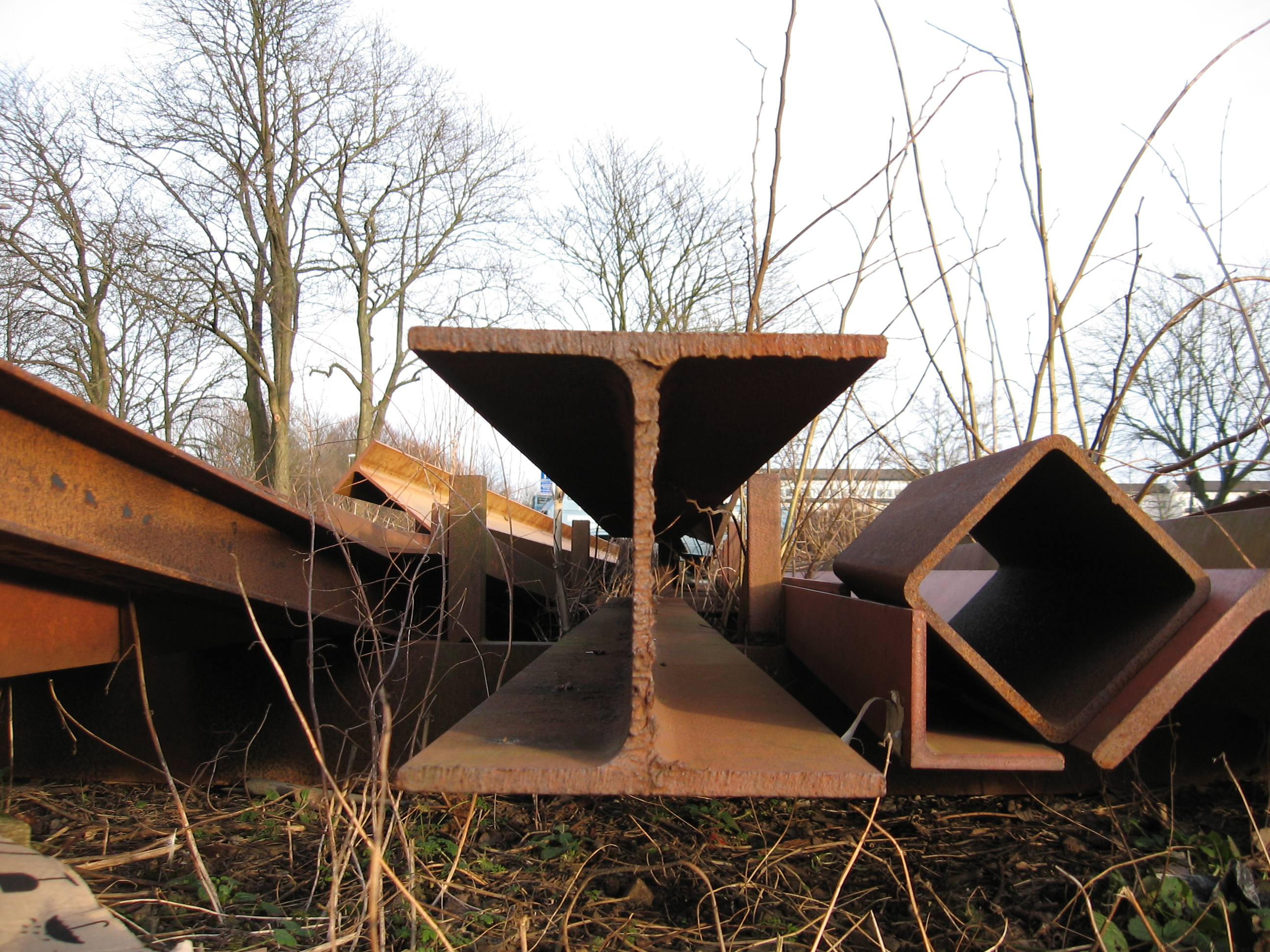
I-Träger (Mitte), Quadrathohlprofil (rechts)

Formstahl, Profilstahl oder salopp „Stahlträger“ sind dickwandige stabförmige Bauteile mit über die ganze Länge gleichbleibendem Querschnitt aus Stahl.
- Bekanntestes Beispiel ist der I-Träger.

### Hohlprofile
Hohlprofile ist im Stahlbau der genormte Sammelbegriff für runde, quadratische und rechteckige Stahlrohre, es gibt aber auch NE-Hohlprofile.
- Stahlrundrohre wiederum gibt es nahtlos oder geschweißt, druckgeprüft oder nicht druckgeprüft, in Abmessungen, die für das Aufschneiden eines Whitworth-Rohrgewindes benötigt werden, und in anderen Abmessungen. Besonders dickwandige Rohre sind warmgefertigt.
- Formrohre sind quadratisch oder rechteckig und können warm- oder kaltgewalzt sein (bei Stahl). Sie sind für Stahl nach EN 10210 und EN 10219 genormt.[3]

### Spezialprofile

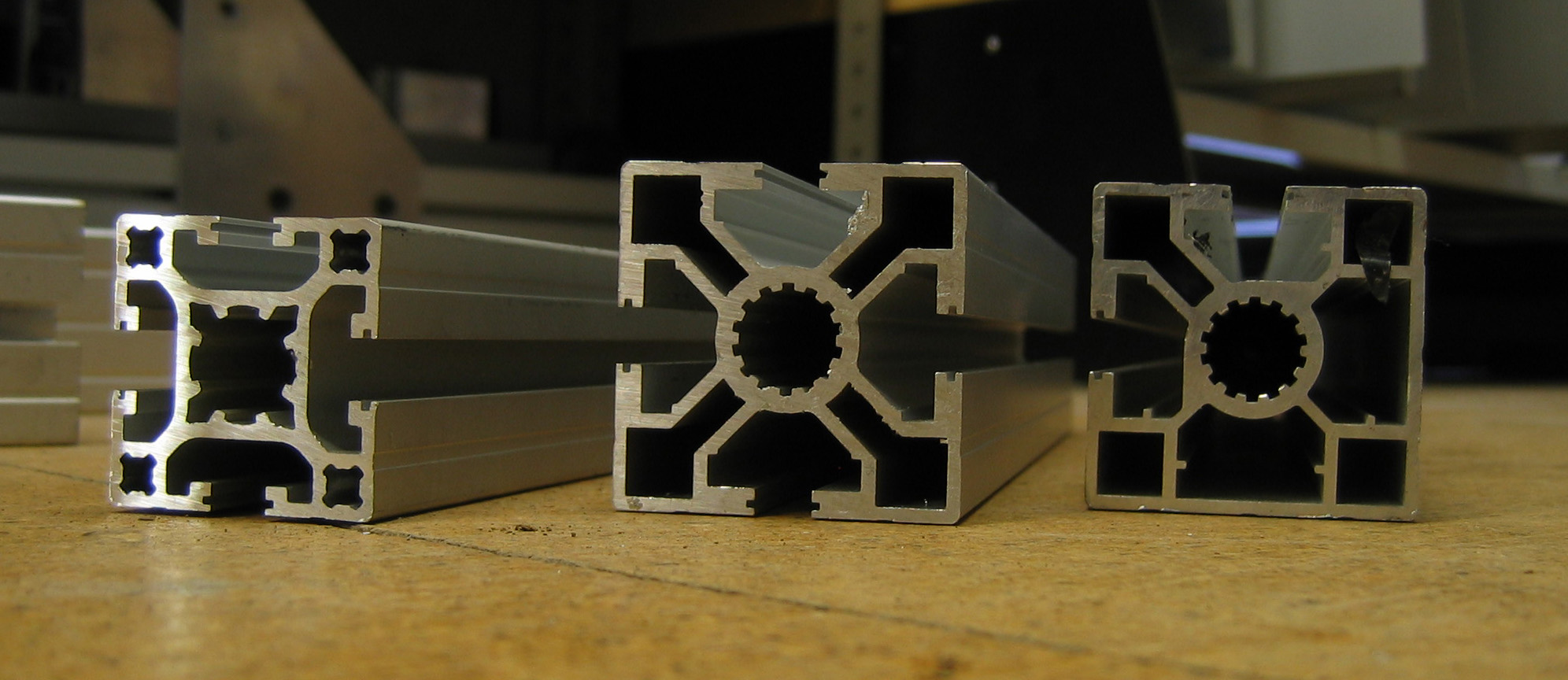
Stranggepresstes Aluminium-Konstruktionsprofil (Spezialprofil)

Stangenförmige Metallhalbzeuge, die eine nicht genormte Form haben, sind Spezialprofile. Sie können prinzipiell in allen Materialien gefertigt werden und werden bei großen Produktionsmengen in der Serienfertigung eingesetzt. Es gibt warmgefertigte (gewalzte oder stranggepresste) Spezialprofile, z. B.: stranggepresstes Aluprofil zur Herstellung eines Vitrinenrahmens.
Aus Stahl werden häufiger kaltgefertigte Spezialprofile hergestellt. Sie werden aus Bandstahl oder Blechstreifen hergestellt und geben dem Profil damit eine gleichbleibend dicke Wandstärke.

#### Leichtprofile
Leichtprofile im Stahlbau sind Kalt-Spezialprofile, die besonders im Stahl-Leichtbau verwendet werden, etwa im Fahrzeugleichtbau. Klassische Beispiele sind Rahmenprofile, Tropfleistenprofile, Bodenrahmenprofile.
Die Bezeichnung kann aber auch nur hervorheben, dass das Produkt leicht ist.

#### Anschlagrohre und Glashalteleisten

Ein Glasrahmen aus einem Anschlagprofil (1) und einer Glashalteleiste (2)

Anschlagrohre sind aus verzinktem Stahl. Sie erleichtern die Herstellung von Stahltüren und ebensolchen Fenstern. Anschlag bedeutet dabei, dass die Türe nach außen oder innen drehbar ist. Auch eine Fixverglasung kann damit leicht gebaut werden. Anschlagrohre können mit einer Dichtungsnut ausgestattet sein oder aus 2 isoliert verbundenen Stahlprofilen bestehen. Wird Glas verbaut, so empfiehlt sich dazu eine Glashalteleiste, ebenfalls ein kaltgefertigtes Sonderprofil; sie wird auf spezielle Schrauben aufgesteckt.

#### Weitere Sonderprofile
Zum Beispiel:
- Verschiedene Ankerschienen, z. B. C-Schienen
- Schiebetorschienen
- Hollandprofil, Relingstahl (Schiffbau)

### Bleche
Z. B.:

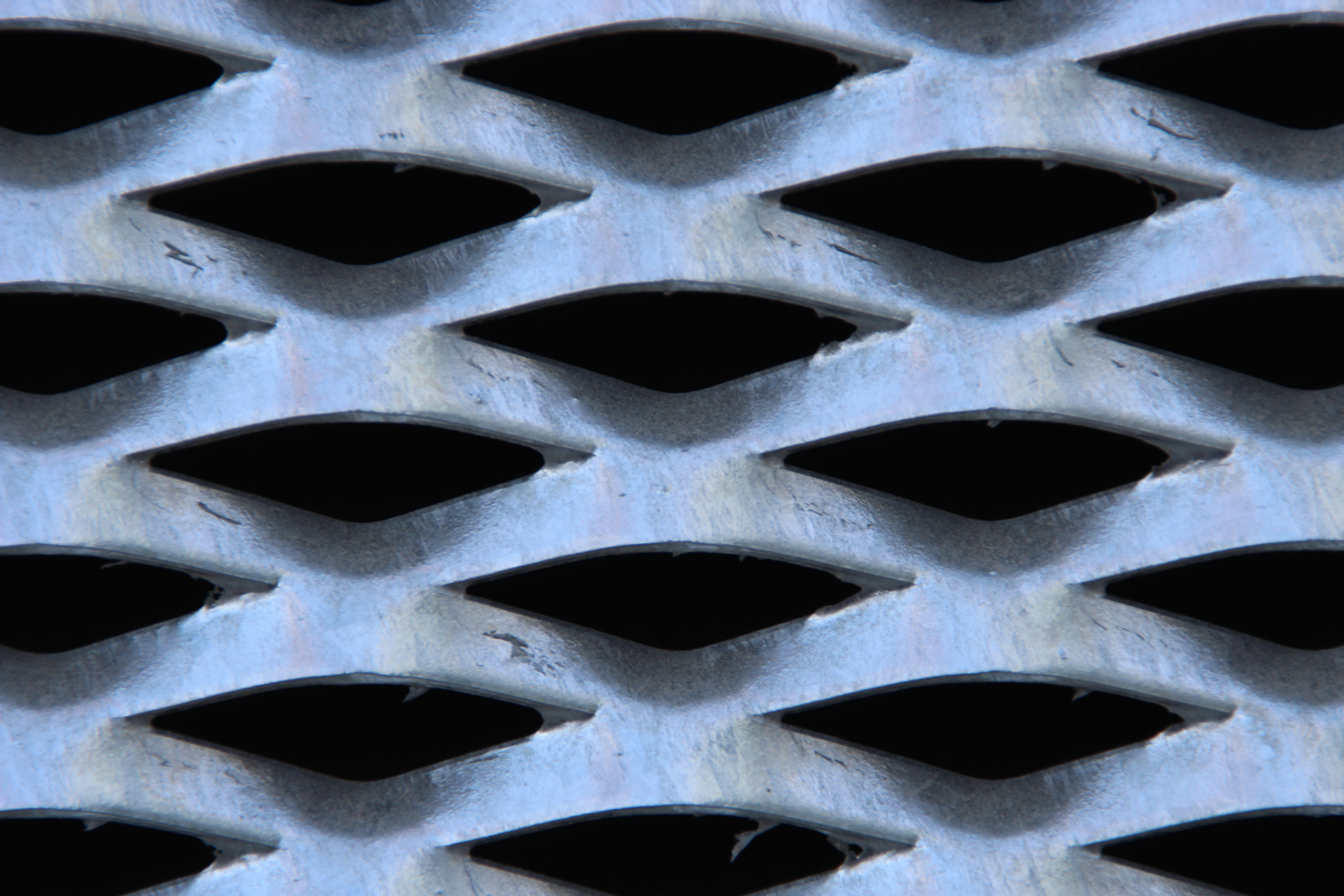
Streckmetall (Blech)

Trapezblech

- Lochblech und viele Standardbleche
- Trapezblech

### Bewehrungsstahl
Bewehrungsstahl wird als Stab(stahl) oder als Baustahlgitter eingesetzt.